# Lucas Perri
Lucas Estella Perri (ur. 10 grudnia 1997 w Campinas) – brazylijski piłkarz pochodzenia włoskiego występujący na pozycji bramkarza, od 2024 roku zawodnik francuskiego Olympique Lyon.